# 上川铁路
上川铁路又名上川轻便铁路，为今上海市浦东新区境内一条1000毫米轨距的窄轨客运铁路。

## 概览
上川铁路自浦东庆宁寺起经川沙终至南汇祝桥，总长35.35公里。该线路原为一条县道，于民国13年（1924年）4月开始在道上铺设轨道，先期铺轨庆宁寺至龚家路（龚路）段，后延至川沙，之后又从川沙不断向南延伸最终至南汇祝桥，全线于民国25年（1936年）3月通车运营，至1975年12月10日停运拆除。

## 历史
20世纪初期，从川沙县城往返上海市区主要依赖水道，而陆路方面，则只能靠能够适应田间地头小路的用人力推动行走的俗称“江北小车”的独轮车出行，一次往返市区往往需要一整天的时间，交通极为不便。因此，兴建现代化的交通运输设施连接上海市区与川沙县城成了迫切解决的问题。

### 工程建设
民国10年（1921年）1月，同为川沙县人士的黄炎培、张志鹤、顾兰洲等人集资组建上川交通股份有限公司。同年7月，川沙县交通工程事务所、上海浦东塘工善后局发起筹建浦东庆宁寺至川沙四灶港的上川县道，由上川交通股份有限公司垫付工程款项、建造，同时由公司租用该道路，在其上面铺设铁轨，并获得30年铁路专营权。道路是由公司股东中的两位人士顾兰洲负责工程建设、凌云洲负责线路勘测。线路开通后，由内燃机车拖带客车载客行驶，单程行驶1小时，每小时上下行各发1班车，日发22个班次。
1931年，公司将沿线木桥改为钢桥，向德商购进蒸汽机车，于1933年9月投入运行。全线最终于1936年3月15日建成。并且上川公司又与南汇县交通局订约，欲将铁路延伸到南汇县城和大团镇，并作了规划和测量。

### 破坏与修复
民国26年（1937年）八一三事变后，上川交通股份有限公司因债务问题，资产尽数抵押给德商禅臣洋行（Siemssen & Co.），成立德商禅臣洋行上川铁路管理处。同年11月12日，上海沦陷。民国27年（1938年）铁路收归日本扶植的伪上海市大道政府。之后，上川铁路南端江镇至祝桥段长7.51公里铁轨被拆毁、设备毁坏，此后该段线路不再恢复。民国31年（1942年）2月15日，日伪上海特别市政府将上川铁路、上南铁路合并经营，成立“上川上南两路管理处”。抗战胜利后，民国34年（1945年）9月19日铁路交还上川交通股份有限公司，后着手修复被毁铁路、设备。国共内战时，在上海战役前夕，上川铁路设备又被国民党军队炸毁，线路停驶。
上海战役初，线路进行一系列抢修。1949年6月3日，线路全线恢复运营。1954年9月，铁路改由公私合营上海市浦东公共交通公司经营，线路更名为庆江线。1965年9月，拆除南端江镇至川沙段路轨，线路缩至庆宁寺至川沙，改名为沪川线。后由于设备维护困难等原因，1975年12月10日，上川铁路全线拆除。

### 线路拆除
铁路江镇至川沙段1965年9月拆除后原路基改建成川南路，改驶川南线公共汽车，起讫站：川沙至南汇惠南镇。川南线于1956年3月25日辟线，行驶南汇惠南镇至江镇，1965年8月25日为填补上川铁路拆除后的空白，延伸至川沙。
川沙至庆宁寺段1975年12月10日铁路拆除后改建成上川公路，1977年11月22日开辟沪川线公共汽车，行驶原铁路路线，起讫站：庆宁寺至川沙。该线至今仍在运营，但走向与原铁路有较大变化，执行单一票价一元。

## 接驳交通
上海浦东塘工善后局于民国20年（1931年）5月开辟庆宁寺至定海桥对江轮渡（今金定线轮渡）。与火车班次衔接，可至上海市区。由铁路公司购买“川南”、“通达”客轮、租用其它客轮，可将旅客通过水路送至南汇（今浦东新区）小普陀、南汇祝桥、南汇（惠南）、南汇大团一带。

## 车辆
初通车时，有用汽车发动机改装而成4轮汽油机车2台，2台4轮柴油机车、2台8轮内燃电动机车。民国22年（1933年）9月有3台向德商购进的蒸汽机车投入运行。有8.5米-12.2米长度客车13辆、载重为6-8吨货车10辆，车厢为单链环式连接、均无制动装置。

## 车站
- 庆宁寺站
- 金家桥站
- 新陆站
- 邵家弄站
- 曹家路站
- 龚家路站
- 大湾站
- 小湾站
- 暮紫桥站
- 川沙站
- 小营房站
- 江镇站
- 邓镇站
- 祝桥站

## 沿革
- 1921年1月 投资15万元，成立上川交通股份有限公司。
- 1922年2月8日 上川县道工程动工。
- 1924年4月 庆宁寺至龚家路（今川沙路龚路）间13.9公里开始铺轨。
- 1925年10月3日 庆宁寺至龚家路建成通车[5]。
- 1926年1月14日 公司继续投资15万元，向川沙方向铺设轨道，同时添置列车及设备。
- 1926年3月23日 龚家路至小湾（王家港）北市（今川沙路龙东大道王港附近）建成通车，由小轮船由车站沿水路通向川沙县城。
- 1926年7月10日 小湾至川沙四灶港建成通车。
- 1929年5月 投资10万元，延长线路3.3公里至小营房（今华夏东路川南奉公路附近）。
- 1934年5月 投资25万元，租川钦县道（今华夏东路）和南川县道（今川南奉公路），铺设铁轨12公里。
- 1934年10月20日 四灶港至小营房建成通车。
- 1936年3月15日 小营房至祝桥建成通车，至此上川铁路全线建成。
- 1938年 江镇至祝桥长7.51公里铁轨被拆毁。
- 1949年6月3日 庆宁寺至新陆恢复通车。
- 1949年10月1日 新陆至小营房修复通车。
- 1965年9月5日 川沙至江镇的路轨拆除，庆宁寺改称为沪东站。
- 1975年12月10日 全线拆除。

## 纪念及遗迹
在浦东新区川沙新镇的华夏东路与车站路路口重建了川沙站，放置机车一台，以示纪念。川沙车站西侧的川沙镇北门王桥街南端与华夏东路交界处有一处当年上川铁路使用过的旱桥，旱桥又名“飞虹复道”。但2008年由于华夏高架路的建设川沙站旧址与飞虹复道均被拆除，又于2013年6月将两者合二为一复建，作为川沙一景。
另外，在现川南奉公路与祝潘公路口设有上川铁路祝桥段（北界河-鸭滩涂）遗址，由祝桥镇人民政府于2009年10月1日设立。但只有一个展示版，并无他物。